# Lyndhurst (Nueva Jersey)
El municipio de Lyndhurst (en inglés, Township of Lyndhurst) es un municipio ubicado en el condado de Bergen (Nueva Jersey, Estados Unidos). Según el censo de 2020, tiene una población de 22.519 habitantes.

## Geografía
Según la Oficina del Censo de Estados Unidos, el municipio tenía una superficie total de 4,96 millas cuadradas (12,86 km2), incluidas 4,58 millas cuadradas (11,87 km2) de tierra y 0,38 millas cuadradas (0,99 km2) de agua (7,66%).
Las comunidades no incorporadas, localidades y topónimos ubicados parcial o completamente dentro del municipio son Kingsland y South Rutherford. 
El municipio limita con North Arlington y Rutherford en el condado de Bergen; Belleville y Nutley en el condado de Essex; Kearny y Secaucus en el condado de Hudson; y Clifton en el condado de Passaic.   
El río Passaic, atravesado por el puente Avondale y Lyndhurst Draw, crea la frontera municipal y del condado al oeste. La parte oriental del municipio es parte de los humedales deshabitados de New Jersey Meadowlands.

## Demografía
Según la Oficina del Censo en 2000 los ingresos medios por hogar en el municipio eran de 53 375 dólares y los ingresos medios por familia eran 63 758 dólares. Los hombres tenían unos ingresos medios de 42 359 dólares frente a los 35 429 dólares para las mujeres. La renta per cápita para la localidad era de 25 940 dólares. Alrededor del 4.6% de la población estaba por debajo del umbral de pobreza.

## Historia
El 22 de febrero de 1840, el condado de Hudson se formó mediante una ley de la Legislatura de Nueva Jersey. El condado recién creado se creó a partir de territorios que habían sido el municipio de Bergen desde 1691, así como de la parte sur del municipio de Lodi. La parte del municipio de Lodi tomada en ese momento formó el nuevo municipio de Harrison en el condado de Hudson. La frontera entre el recién creado municipio de Harrison en el condado de Hudson y la parte del municipio de Lodi que quedaba en el condado de Bergen era New Barbadoes Turnpike, que ahora se llama Paterson Plank Road. Algunos de los residentes de la parte norte del municipio de Harrison solicitaron ser devueltos al condado de Bergen. El 19 de febrero de 1852, esta zona, que había sido parte del municipio de Lodi, fue devuelta al condado de Bergen para convertirse en el recién formado Union Township.
El 21 de septiembre de 1881, Rutherford se convirtió en el primer distrito formado según los términos de la Ley del distrito de la Legislatura de Nueva Jersey de 1878, basada en un referéndum de votantes aprobado el día anterior. Rutherford Borough se separó completamente de la forma de gobierno del municipio en 1890 y adquirió una parte adicional de Union Township ese año. El 17 de abril de 1889, se creó Boiling Springs Township en la parte norte de Union Township. Este municipio se disolvió con la creación del municipio colindante de East Rutherford el 28 de marzo de 1894. El municipio de North Arlington fue creado el 11 de marzo de 1896, como resultado de un referéndum que tuvo lugar dos días antes. Finalmente, el 27 de marzo de 1917, los residentes de las partes restantes de Union Township aprobaron un referéndum para cambiar el nombre a Lyndhurst Township, que entró en vigor a partir del 15 de mayo de 1917.  El municipio lleva el nombre de Lord Lyndhurst. 
Kingsland es una antigua aldea de correos dentro del municipio.  La familia Kingsland poseía una gran extensión de tierra en el área conocida como Kingsland Manor. En 1872, Delaware, Lackawanna and Western Railroad establecieron un ferrocarril a través del municipio y erigieron un depósito en el área llamada "Kingsland" en honor a la familia. Se construyó un taller ferroviario y se construyeron casas para los empleados del ferrocarril. Los servicios religiosos se llevaron a cabo en la estación de trenes. 

### Explosión de Kingsland
El 11 de enero de 1917 se produjo un incendio en el edificio 30 de la Canadian Car and Foundry Company, en lo que hoy es Lyndhurst, en una planta que producía municiones para su venta al Reino Unido y al Imperio Ruso durante la Primera Guerra Mundial. Un derrame de líquido inflamable provocó un incendio en un edificio donde se limpiaban los proyectiles, unos 500 000, de tres pulgadas (76 mm) se descargaron proyectiles explosivos en aproximadamente cuatro horas, destruyendo toda la instalación.  Se decía que había sido un espectáculo más magnífico que la explosión en Black Tom en Jersey City, Nueva Jersey.
A Tessie McNamara, que operaba la centralita de la empresa, se le atribuye haber salvado 1 400 vidas, contactando con cada uno de los edificios y gritando la advertencia: "¡Sal o sube!". Gracias a su dedicación, nadie murió en el incendio.  La Sociedad Histórica de Lyndhurst ha creado un pequeño parque dedicado a la memoria de McNamara.  Está ubicado en Clay Avenue, entre Valley Brook Avenue y Wall Street West. La pila de ladrillos se puede ver desde este parque.

## Economía
Históricamente, en Lyndhurst se instalaron fabricantes de maquinaria y productos metálicos.
Lyndhurst albergaba empresas operadas y de propiedad local, como Mazur's Bakery, que cerró en 2013. 
Debido a que partes del municipio están ubicadas en New Jersey Meadowlands, varias estaciones de radio tienen sus transmisores y torres ubicadas en Lyndhurst. Estas incluyen las estaciones AM WINS -1010, WSNR -620 y WLIB -1190 junto con la estación de radioaficionado y TV HD W2INS. 
Lyndhurst Meadowlands alberga uno de los nueve teatros con cena de estilo medieval que hay en todo el país. 
En Lyndhurst, junto con North Arlington y Rutherford, se desarrolló el proyecto EnCap, un esfuerzo para limpiar los vertidos que se habían realizado sobre un terreno de 785 acres (3,2 km²) y construir en su lugar casas y campos de golf. El 27 de mayo de 2008, la Comisión Meadowlands de Nueva Jersey rescindió su acuerdo con EnCap Golf Holdings, la empresa que tenía el contrato para rehabilitar el solar, después de que la empresa no hubiera cumplido sus objetivos de limpiar los vertederos como parte del proyecto. 
Hubo un tiempo en que LJN Toys tenía su sede en Lyndhurst. 
Desde 1946 hasta 1966, en Lyndhurst estuvo la sede de la BUR Barbell Company, el segundo mayor productor de equipos de entrenamiento con pesas de los Estados Unidos.

## Arte y cultura
Entre los grupos musicales que hay en el municipio destaca la banda de funeral doom metal Evoken  y la banda de rock alternativo Winter Hours. 